# 그랑송
그랑송(프랑스어: Grandson [ɡʀɑ̃sɔ̃][*])은 스위스 보주 쥐라 북보두아구에 있는 자치체이다. 로잔에서 북쪽으로 약 25km 떨어진 뇌샤텔 호수 남서쪽 끝에 위치해 있다. 그것은 부르고뉴의 루돌프 3세 (993-1032)가 사망할 때까지 상부 부르고뉴 왕국의 일부였으며, 남성 가계의 마지막이자, 신성로마제국과 통합되었을 때 하부 부르고뉴의 왕이기도 했다. 1476년 3월 2일, 부르고뉴 전쟁 중, 그랑송 전투에서 샤를 1세가 여기에서 패배했다.

## 역사
그랑송 가문은 11세기 후반에 Grancione으로 처음 언급된다. 이 도시는 1100년경에 de castro Grancione으로 처음 언급되었다. 1126년경 그것은 castri Grandissoni로 언급되었고, 1154년에는 apud Grantionem이라고 불렸다.
그랑송은 2006년에 새로 형성된 쥐라 북보두아구에 합류했다.

## 지리

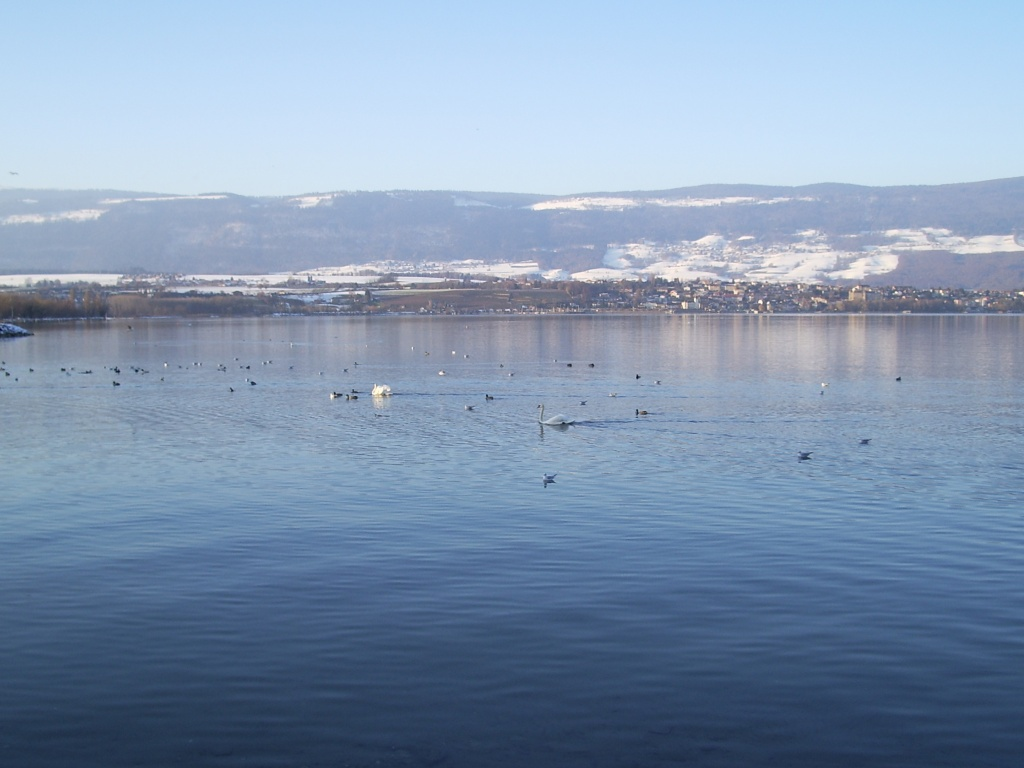
뇌샤텔 호수 건너편 그랑송

그랑송의 면적은 2009년 기준으로 7.86k㎡이다. 이 면적 중 5.1k㎡(64.9%)가 농업 목적으로 사용되는 반면 0.69k㎡ 또는 8.8%는 삼림으로 사용된다. 나머지 토지 중 1.89k㎡(24.0%)가 정착(건물 또는 도로), 0.09k㎡(1.1%)가 강 또는 호수이고 0.13k㎡(1.7%)는 불모지이다.
건축면적 중 공업용 건물이 전체 면적의 1.4%, 주택과 건물이 10.8%, 교통 기반 시설이 7.6%를 차지했다. 전력 및 수자원 기반 시설 및 기타 특별 개발 지역은 면적의 1.9%를 구성하고 공원, 녹지 및 스포츠 필드는 2.3%를 구성한다. 숲이 우거진 토지 중 전체 면적의 7.0%는 숲이 우거져 있고, 1.8%는 과수원이나 작은 나무 군락으로 덮여 있다. 농경지 중 55.2%는 작물 재배에 사용되며, 7.0%는 목초지이며, 2.7%는 과수원이나 포도나무 작물에 사용된다. 시정촌의 물 중 0.4%는 호수에, 0.8%는 강과 시내에 있다.
그랑송은 이베르동레뱅에서 북쪽으로 3km 떨어진 고도 447m에 있다.
시정촌은 2006년 8월 31일에 해산될 때까지 그랑송 지역의 수도였으며, 그랑송은 쥐라 북보두아의 신규 구의 일부가 되었다.
이 도시는 그랑소네 시내가 호수로 흐르는 곳 근처의 뇌샤텔 호수 서쪽의 빙퇴석 위에 세워졌다. 그것은 보주의 북부 중앙 부분에 있는 쥐라 산맥 기슭에 있다.
시정촌의 영토는 호수 기슭에서 고원의 약 500m까지 상당히 가파르게 상승한다. 라 오트르(Là Outre)는 해발 540m에 있는 시정촌에서 가장 높은 지점이다.
아르논은 북쪽 경계를 형성한다. 남서쪽에서는 염수가 호수로 흘러드는 곳까지 이른다.
그랑송에는 레-튈르리-드-그랑송 및 꼬르셀레트(Corcelettes)의 마을이 포함된다. 주변 지자체는 몽타니-프레-이베르동(Montagny-près-Yverdon), 발레르-수-몽타니(Valeyres-sous-Montagny), 지에(Giez), 피에(Fiez), 샹파뉴(Champagne) 및 봉비야(Bonvillars)이다.

## 인구통계

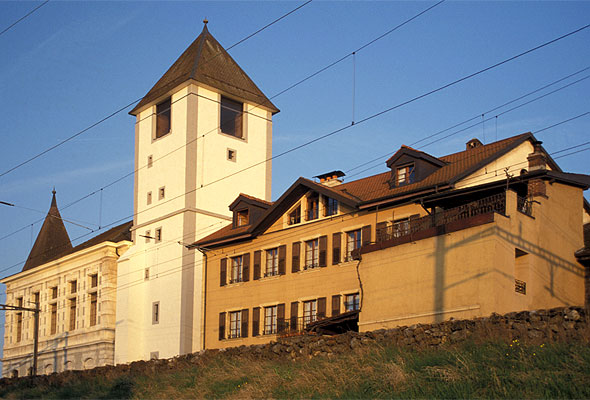
그랑송 시청

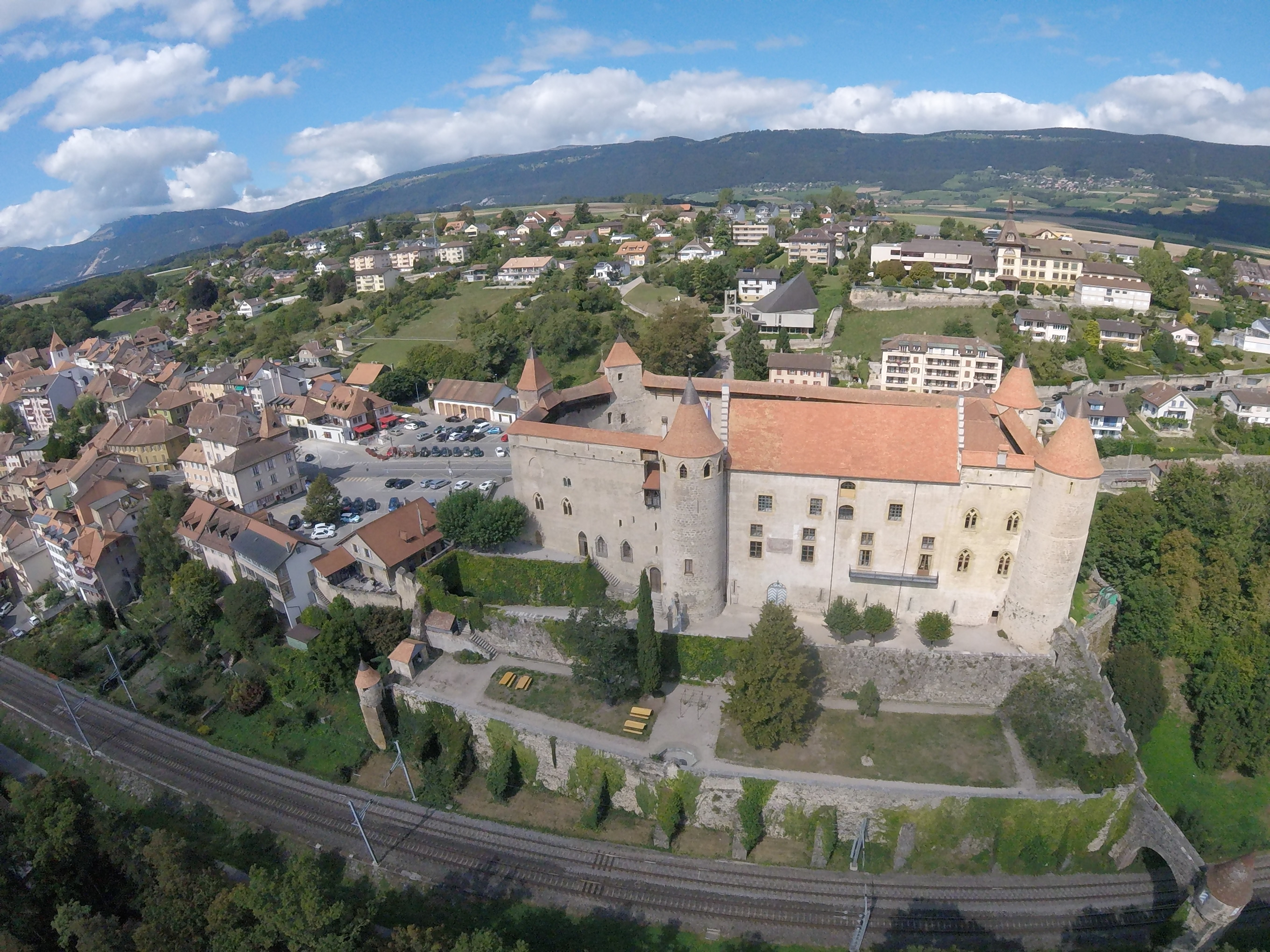
그랑송 공중샷

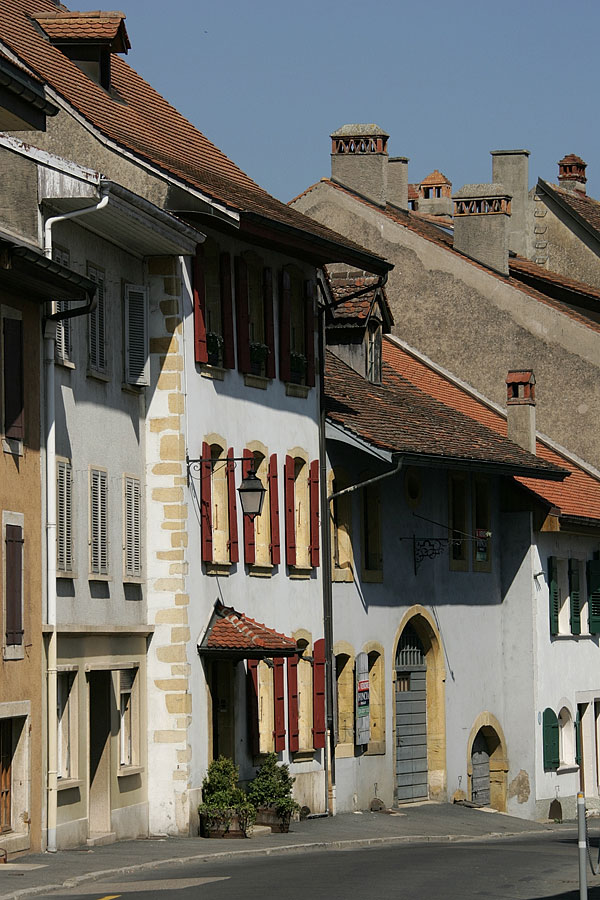
구시가지

2020년 12월 기준, 그랑송의 인구는 3,358명이다. 2008년 기준으로 인구의 15.7%가 거주 외국인이다. 1999년부터 2009년까지 지난 10년 동안 인구는 13.1%의 비율로 변화했다. 이주로 인해 13.5%의 비율로, 출생과 사망으로 인해 -0.3%의 비율로 변경되었다.
2000년 기준, 인구 대부분인 2,464명(89.3%)이 프랑스어를 사용하며, 독일어가 109명(4.0%)으로 2위이고, 이탈리아어가 45명(1.6%)으로 3위이다.
지자체의 인구 중 537명(약 19.5%)가 그랑송에서 태어나 2000년에 그곳에 살았다. 같은 주에서 태어난 1,084명(39.3%)가 있었고, 529명(19.2%)가 스위스 다른 곳에서 태어났고, 516명(18.7%)는 스위스 밖에서 태어났다.
2008년에는 스위스 시민이 26명, 비스위스계 시민이 5명이었고, 같은 기간 동안 스위스 시민이 27명, 비스위스계 시민이 2명이었다. 이민과 이민을 무시하면, 스위스 시민의 인구는 1 감소했고, 외국인 인구는 3 증가했다. 스위스에서 이민한 스위스 남자 3명과 스위스로 재이민 온 스위스 여자 1명이 있었다. 동시에 다른 나라에서 스위스로 이주한 9명의 비스위스 남성과 9명의 비스위스계 여성이 있었다. 2008년 전체 스위스 인구 변화(시 경계를 넘는 이동을 포함한 모든 출처에서)는 35명이 증가했고, 비스위스계 인구는 32명이 증가했다. 이는 2.3%의 인구 증가율을 나타낸다.
2009년 기준 그랑송의 연령 분포는 다음과 같다. 302명의 어린이(인구의 10.0%)가 0~9세이고 375명의 청소년(12.4%)이 10~19세이다. 성인 인구 중 363명(인구의 12.0%)이 20~29세이다. 424명(14.1%)은 30~39세, 501명(16.6%)은 40~49세, 412명(13.7%)은 50~59세이다. 고령자 분포는 312명(인구의 10.4%)이 60세 이상이다. 69세는 188명(70~79세)은 6.2%, 80~89세는 116명(3.8%), 90세 이상은 21명(0.7%)이다.
2000년 기준으로 시정촌에 미혼이거나, 독신인 사람은 1,138명이다. 기혼자는 1,232명, 미망인은 183명, 이혼한 사람은 206명이었다.
2000년 기준으로 시정촌의 개인가구는 1,134세대로 가구당 평균 2.3명이다. 1 인 가구는 403가구, 5인 이상 가구는 66가구였다. 총 1,171가구 중 1인 가구가 34.4%로 부모와 동거하는 성인 4가구였다. 나머지 가구 중 자녀가 없는 기혼 부부는 313가구, 자녀가 있는 기혼 부부는 335가구, 자녀가 있는 한부모 가구는 64가구였다. 15가구는 혈연관계가 없는 사람들로 구성되어 있었고 37가구는 일종의 시설이나 다른 공동주택으로 구성되어 있었다.
2000년에는 총 668호의 주거용 건물 중 378호(전체의 56.6%)가 단독 주택이었다. 다가구는 146채(21.9%), 주로 주거용으로 사용되는 다목적 건물은 99채(14.8%), 기타 용도(상업·공업)가 45채(6.7%)였다. 단독주택 중 69채는 1919년 이전에, 41채는 1990년에서 2000년 사이에 지어졌다. 단독주택(77채)이 1981년에서 1990년 사이에 가장 많이 건설되었다. 다가구 주택(56채)이 1919년 이전에 지어졌다. 그 다음으로 많은 주택(23채)이 1919년에서 1945년 사이에 지어졌다. 1996년에서 2000년 사이에 11채의 다가구 주택이 건설되었다.
2000년에는 시정촌에 1,282개의 아파트가 있었다. 가장 흔한 아파트 규모는 3실 385실이었다. 1인실 아파트가 58실, 5실 이상 아파트가 341실이었다. 이 중 상가 1,101채(전체의 85.9%), 비수기 147채(11.5%), 공실 34채(2.7%)였다. 2009년 기준 신규주택 건설률은 인구 1000명당 0세대였다. 2010년 시정촌 공실률 은 0.77%였다.
역사적 인구는 다음 차트에 나와 있다.

### 종교
2000년 인구 조사에서 로마 가톨릭 신자는 747명(27.1%)이었고 스위스 개혁 교회는 1,324명(48.0%)이었다. 나머지 인구 중 정교회 교인이 27명 (인구의 약 0.98%), 크리스찬 가톨릭 교회 신자가 1명, 다른 기독교 교회에 속한 사람 103명(인구의 약 3.73%)이 있었다. 1명의 유대인이 있었고, 78명(인구의 약 2.83%)이 이슬람교도였다. 5명의 불교도가 있었다. 그리고 다른 교회에 속한 4인이 있었다. 375명(인구의 약 13.59%)이 교회에 속하지 않고, 불가지론자 또는 무신론자이며, 145명(인구의 약 5.26%)이 질문에 대답하지 않았다.

## 교육
그랑송에서는 인구의 약 1,025명(37.2%)이 비필수 고등 중등교육을 이수했으며, 374명(13.6%)이 추가 고등교육(대학 또는 응용학문대학)을 마쳤다. 고등교육을 마친 374명 중 58.0%가 스위스 남성, 26.2%가 스위스 여성, 12.6%가 비스위스계 남성, 3.2%가 비스위스계 여성이었다.
2009/2010학년도에 그랑송 학군에는 총 371명의 학생이 있었다. 보주 주립학교 시스템에서는 정치 구역에서 2년간의 의무가 아닌 유아원을 제공한다. 학년도 동안 정치 지역은 총 578명의 어린이에게 유치원 보육을 제공했으며, 그중 359명의 어린이(62.1%)가 보조금을 받는 유치원 보육을 받았다. 캔톤의 초등학교 프로그램은 학생들이 4년 동안 출석해야 한다. 시립 초등학교 프로그램에는 183명의 학생이 있었다. 의무 중등학교 프로그램은 6년 동안 지속되며, 해당 학교의 학생은 183명이었다. 홈스쿨링을 하거나 다른 학교에 다니는 학생도 5명 있었다.
그랑송에는 1개의 박물관인 그랑송성 재단이 있다. 2009년에는 54,510명의 방문객이 방문했다. (이전 연도의 평균은 57,723명)
2000년 기준으로 그랑송에는 다른 시정촌에서 온 학생이 326명, 시외 학교에 다니는 거주자는 159명이다.

## 경제
2010년 현재 그랑송의 실업률은 4.5%이다. 2008년 기준으로 1차 경제 부문에 30명이 고용되어있고, 이 부문에 약 10개 기업이 참여하고 있다. 295명이 2차 부문에 고용되었고, 이 부문에 31개의 기업이 있었다. 898명의 사람들이 3차 부문에 고용되었으며, 이 부문에는 85개의 기업이 있다. 시정촌 주민은 1,363명으로 일정 정도 고용되었으며, 그중 여성이 전체 노동력의 42.6%를 차지했다.
2008년에 정규직에 상응하는 총 일자리 수는 1,058개였다. 1차 부문의 일자리 수는 22개였으며, 그중 20개는 농업에, 1개는 어업 또는 어업에 종사했다. 2차 부문의 일자리 수는 285개였으며, 그중 89개(31.2%)는 제조업, 18개(6.3%)는 광업, 176개(61.8%)는 건설에 있었다. 3차 부문의 일자리 수는 751개였다. 3차 부문에서; 77 또는 10.3%는 도소매 또는 자동차 수리, 171 또는 22.8%는 상품의 이동 및 보관, 64 또는 8.5%는 호텔 또는 레스토랑, 1은 정보 산업, 15 또는 2.0%는 보험 또는 금융 산업, 32 또는 4.3%는 기술 전문가 또는 과학자, 218 또는 29.0%는 교육, 135 또는 18.0%는 의료 분야였다.
2000년 기준으로 시정촌으로 통근하는 근로자는 953명, 출퇴근하는 근로자는 942명이었다. 지자체는 근로자의 순수입 지자체이며, 1명이 전출될 때마다 약 1.0명의 근로자가 지자체에 전입된다. 그랑송에 들어오는 인력의 약 6.0%가 스위스 외부에서 왔다. 근로 인구의 11.2%가 출퇴근을 위해 대중교통을 이용하고, 66.5%가 자가용을 이용하였다.

## 국가중요문화재

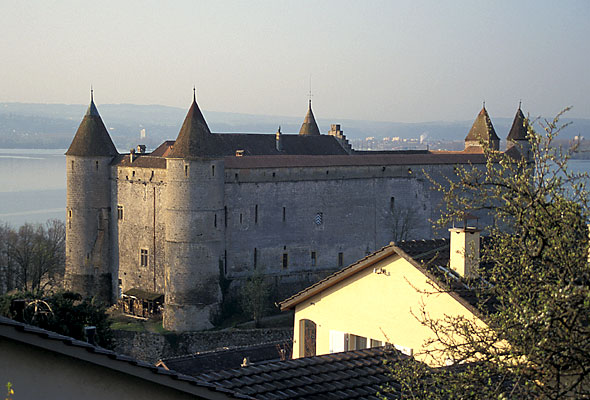
그랑송성

그것은 유네스코 세계문화유산 알프스 주변의 선사시대 말뚝 주거지의 일부인 하나 이상의 선사시대 말뚝 주거지(또는 수상 가옥)의 본거지이다.
그랑송성과 생장바티스트의 스위스 개혁 교회는 국가적으로 중요한 스위스 문화유산으로 등록되어 있다. 그랑송의 전체 마을은 스위스 유산 목록의 일부이다.

## 교통
지자체에는 쥐라 도보선에 그랑송이라는 그랑송역이 있다. 이 역은 이베르동레뱅, 로잔 및 에이글에 정기편 서비스를 제공한다.

## 같이 보기
- 언필드 문화